# Bladfötter
Bladfötter, branchiopoder eller phyllopoder kallas de primitiva, oledade utskott som hos bladfotingarna tjänar som kombinerade ben, simorgan, gälar och gripklor.
Branchiopoder och Phyllopoder kan också syfta på själva bladfotingarna.